# Área natural de manejo integrado Apolobamba
El Área Natural de Manejo Integrado Apolobamba es un área protegida en el Departamento de La Paz, en Bolivia. Se encuentra situado en las provincias de Bautista Saavedra, Franz Tamayo y Larecaja. El área protegida fue creada con el fin de proteger los ecosistemas altoandinos así como una de las poblaciones más grandes de vicuña de Bolivia.

## Historia
El Área Natural de Manejo Integrado Apolobamba es creada a partir de la ampliación de la Reserva Nacional de Fauna Ulla Ulla con una extensión de 483 743,8 hectáreas colindando al norte con el Parque Nacional y Área Natural de Manejo integrado Madidi. Esta área fue creada por el Decreto Supremo 25652 de 14 de enero de 2000 bajo el gobierno de Hugo Bánzer Suárez.

## Ecorregiones
Apolobamba está incluida principalmente en las ecorregiones de Yungas y Puna Norteña, presentando también elementos de valles secos que corresponden a la ecorregión de los Bosques Secos Interandinos.